# Graffenrieda
Graffenrieda es un género  de plantas fanerógamas pertenecientes a la familia Melastomataceae. Comprende 78 especies descritas y de estas, solo 50 aceptadas.

## Descripción
Son árboles o arbustos; con ramitas glabras o deciduamente pelosas. Flores 4-6(-8)-meras, en panículas terminales multifloras. Hipanto campanulado, acostillado o terete en el fruto. Cáliz fusionado en el botón formando una caliptra atenuada que se separa como una unidad en la antesis o abriéndose en lobos persistentes o tardíamente caducos. Pétalos angosta a anchamente elípticos, el ápice agudo o largamente acuminado. Estambres isomorfos, glabros; anteras linear-subuladas y arqueadas con un poro apical truncado o variadamente inclinado, el conectivo ligeramente o sólo un poco prolongado por debajo de las tecas y modificado dorsi-basalmente en un espolón agudo. Ovario súpero o parcialmente ínfero, 3-5(-7)-locular, el collar estilar apical bien desarrollado o ausente. Fruto en cápsula, incluido dentro del hipanto fructificante o largamente emergente; semillas linear-piramidales, ligeramente anguladas o atenuadas en ambos extremos.
Se distribuye desde el sur de México, Mesoamérica hasta Guyana, Sudamérica andina hacia el Sur hasta Bolivia y el SE. de Brasil, y las Antillas.

## Taxonomía
El género fue descrito por Augustin Pyrame de Candolle y publicado en Prodromus Systematis Naturalis Regni Vegetabilis 3: 105. 1828. La especie tipo es: Graffenrieda rotundifolia (Bonpl.) DC.

## Algunas especies aceptadas
A continuación se brinda un listado de las especies del género Graffenrieda aceptadas hasta febrero de 2013, ordenadas alfabéticamente. Para cada una se indica el nombre binomial seguido del autor, abreviado según las convenciones y usos:
- Graffenrieda bella Almeda
- Graffenrieda calyptrelloides Wurdack
- Graffenrieda caryophyllea Triana
- Graffenrieda chrysandra (Griseb.) Triana
- Graffenrieda cinna J.F. Macbr.
- Graffenrieda cinnoides Gleason
- Graffenrieda robusta
- Graffenrieda trichanthera